# Piper Jaffray
Pour les articles homonymes, voir Piper et Jaffray.
Piper Jaffray est une banque d'investissement américaine créée en 1895 par George Lane et basée à Minneapolis, dans le Minnesota, qui a aussi une activité de société de gestion d'actifs au service des PME.

## Histoire
Créée en 1895 par George Lane, la société de courtage offre des financements aux fournisseurs d'élévateurs et autres équipements pour les producteurs et négociants en céréales. Elle est rejointe en 1913 par Piper Sr. et C.P. Jaffray, qui avait auparavant créé leur propre entreprise, qu'ils fusionnent avec celle qu'ils viennent d'intégrer. Entré en Bourse, sur le Nasdaq américain en 1986, le courtier a été racheté en 1997 par la banque américaine U.S. Bancorp, pour une valeur de 730 millions de dollars.
Après le krach boursier de 2001-2002 qui sanctionne la fin de la bulle Internet et sur les télécoms, Piper Jaffray subit un revers en termes d'image: c'est l'une des dix grandes banques d'investissement à avoir signé un compromis à 1,4 milliard de dollars  sur la question de l'indépendance de l'analyse financière, via l'accord amiable d'avril 2003, avec la SEC et l'association des courtiers américains.
Dirigé depuis 2003 par Andrew S. Duff, le courtier emploie en particulier 250 vendeurs chargés de distribuer les actions américaines et asiatiques aux investisseurs institutionnels aux États-Unis, en Europe et en Asie.